# Атертон, Кристофер
Кри́стофер А́тертон (англ. Christopher Atherton; род. 19 октября 2008, Морпет, Нортамберленд, Северная Ирландия) — североирландский футболист, полузащитник клуба «Гленавон».

## Клубная карьера
Воспитанник клуба «Гленавон» из города Лерган, за который выступал с пятилетнего возраста. В возрасте шести лет выступал за команду до 10 лет, играя с футболистами, которые были на три года старше него. Также играл в гэльский футбол, но впоследствии решил сосредоточиться на обычном футболе. В 2022 году в составе команды «Гленавона» до 14 лет занял второе место на Суперкубке NI, в котором его команда проиграла английскому «Чарльтон Атлетик» в финале.
13 сентября 2022 года дебютировал в основном составе «Гленавона» в матче Кубка североирландской лиги против «Доллингстауна». Выйдя на замену, он отдал голевую передачу своим первым касанием. В возрасте 13 лет и 329 дней он стал самым молодым футболистом в истории, сыгравшим в официальном матче в Великобритании. Решение выпустить на поле 13-летнего игрока в официальном матче взрослых команд было подвергнуто критике: так, экс-игрок сборной Северной Ирландии Гарет Маколи усомнился в его целесообразности, предположив, что «Гленавон» выпустил Атертона на поле лишь затем, чтобы получить больше денег в случае перехода подростка в академию другого клуба. Главный тренер «Гленавона» заявил, что был не в курсе «рекорда», выпустив Атертона на поле из-за умений игрока и в качестве награды за его хорошие выступления за юношеские команды.
После этого случая Ирландская футбольная ассоциация изменила правила: теперь для дебюта за первую команду игроку должно исполниться 16 лет до окончания сезона, в течение которого он может выйти на поле в официальном матче.
22 апреля 2023 года Атертон дебютировал в Премьершипе Северной Ирландии против клуба «Каррик Рейнджерс».

## Карьера в сборной
Выступал за сборные Северной Ирландии до 16 и до 17 лет.
В октябре 2023 года стал одним из послов Северной Ирландии во время церемонии объявления о победе совместной заявки Англии, Северной Ирландии, Ирландии, Шотландии и Уэльса для проведения Евро-2028 и заявил, что хочет сыграть на чемпионате Европы 2028 года.